# 2528 Mohler
2528 Mohler este un asteroid din centura principală, descoperit pe 8 octombrie 1953 de Goethe Link Obs..